# Мар-Чикита
Мар-Чикита (исп. Mar Chiquita — «маленькое море») — крупное бессточное солёное озеро, расположенное в северо-западной части Пампы аргентинской провинции Кордова. Является естественным солёным озером в Аргентине.
Озеро занимает южную часть впадины размером 80 (север-юг) на 45 (запад-восток) км. Поскольку глубина озера невелика (около 10 м), его площадь сильно колеблется от 2 до 4,5 тыс. км², что соответствует высоте над уровнем моря 66-69 м.
В основном Мар-Чикита питается солёными водами реки Рио-Дульсе, которая течёт из провинции Сантьяго-дель-Эстеро, сливаясь на севере с Рио-Саладильо. Территория в нижнем течении Рио-Дульсе и Мар-Чикиты заболочена и населена многими видами животных, особенно водоплавающими птицами. С юго-западной стороны озеро нерегулярно подпитывается реками Рио-Примеро и Рио-Сегундо, стекающими с гор Сьеррас-де-Кордова, а также несколькими ручьями. Солёность озера Мар-Чикита сильно варьируется — от 275 г/л во время низкой воды до 29 г/л во влажные годы (например, в 1980-е). В настоящее время Мар-Чикита уменьшается в объёме из-за увеличивающихся испарений и сокращения поступления воды.
На озере находится несколько островов, самый крупный из них — остров Медано (2 км на 150 м). На южном берегу расположен курорт Мирамар, некоторые из отелей которого заброшены. Северный берег представляет собой обширный солончак., из которого пылевые бури выдувают частицы на несколько сотен км.
Мар-Чикита — место гнездовий чилийских фламинго и патагонских чаек.